# Juhász-Nagy Pál
Juhász-Nagy Pál (Debrecen, 1935. január 29. – Budapest, 1993. április 5.) Széchenyi-díjas biológus, ökológus, a Magyar Tudományos Akadémia tagja (levelező 1990). A 20. századi magyar ökológia egyik legnagyobb alakja, a szupraindividuális biológia elméleti alapjainak megteremtője, az operatív ökológia szükségességének felismerője. Jelentős eredményeket ért el a matematikai modelleknek és értelmezéseiknek az ökológiába való bevezetésében, a magyar ökológiai terminológia kidolgozásában és egységesítésében.

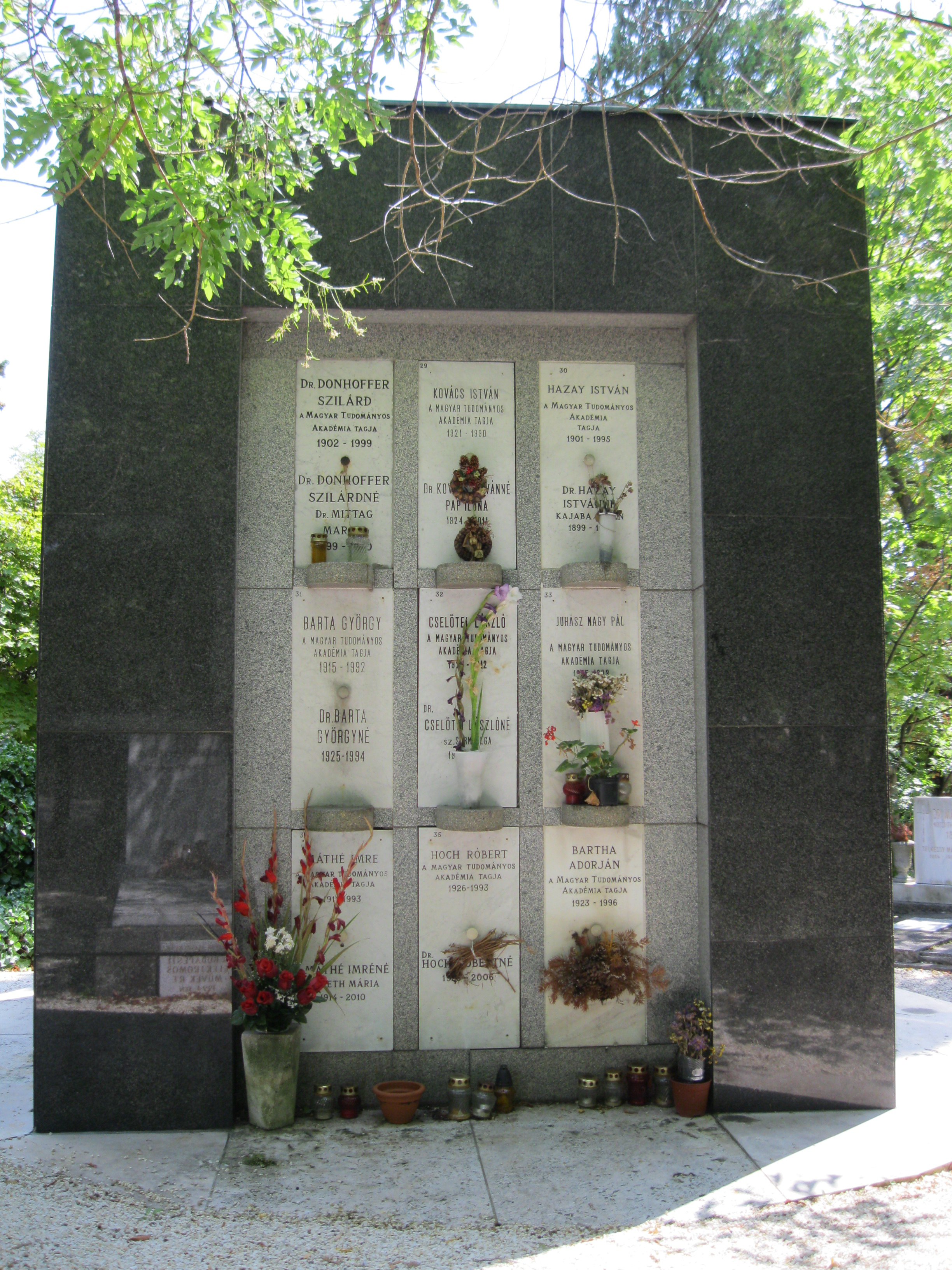
A Farkasréti temető Urnaháza. Itt található Juhász-Nagy Pál urnafülkéje is.

## Élete
Az Eötvös Loránd Tudományegyetem (ELTE) biológia–kémia szakán végzett 1957-ben. Előbb szülővárosában, Debrecenben a Kossuth Lajos Tudományegyetemen tanított, majd az ELTE Növényrendszertani és Ökológiai Tanszékének tanára lett.
Igazi reneszánsz ember volt: szakterületén kívül az emberi tudás számos más szférájában is otthonosan mozgott. Barátai és tanítványai mind a mai napig már-már legendaszerű történeteket mesélnek arról, hogy miként idézett (sokszor idegen nyelven) hosszú szövegeket szó szerint, vagy hogy miként volt képes ámulatba ejtő lexikális tudását logikus rendszerbe szervezni.
Juhász-Nagy Pál egy csodálatosan művelt, kiemelkedően tehetséges botanikus, elméleti biológus és biomatematikus volt, akkoriban ennek a karnak az egyik szellemi világítótornya.

## Kitüntetései
- Gorka Sándor-díj (1983)
- KLTE Emlékérem (1988)
- Széchenyi-díj (1992) – A matematikai modellekre alapuló teoretikus elemzés és gondolkodás bevezetése az ökológiába területen elért eredményeiért.

## Főbb művei
- Bevezetés a biomatematikába, Budapest, Tankönyvkiadó, 1981 [Izsák Jánossal és Varga Zoltánnal]
- Beszélgetések az ökológiáról, Budapest, Mezőgazdasági, 1984
- Egy operatív ökológia hiánya, szükséglete és feladatai, Budapest, Akadémiai, 1986
- Az ökológia reménytelen reménye, Budapest, ELTE, 1992 [Zsolnai Lászlóval]
- Vázlatok az ökológiai kultúra tematikájához, Budapest, Természet- és Környezetvédő Tanárok Egyesülete, 1992
- Az eltűnő sokféleség: A bioszféra-kutatás egy központi kérdése, Budapest, Scientia, 1993
- Természet és ember: Kis változatok egy nagy témára, Budapest, Gondolat, 1993
- A synbiológia alapjai, Budapest, Scientia, 1995